# Poliptih
Poliptih (od grčkog polu- "mnogo" + ptychē "preklop") se općenito odnosi na sliku (obično stolnu sliku) koja se dijeli na četiri ili više dijelova, ili ploča. (Termin diptih koristi se za opis dvodijelne slike, a termin triptih opisuje trodijelnu sliku. Termini tetraptih (4 dijela), pentaptih (5), heksaptih (6), heptaptih (7) i oktaptih (8) također se ponekad koriste.)
Poliptih se također može koristiti za označavanje svih višepločnih slika. U većini djela postoji veća središnja ploča nazvana "glavna ploča", dok se ostale ploče nazivaju "bočnim pločama" ili "krilima". Ponekad se, kao u Gentu ili Isenheimu, uzglobljene ploče mogu postaviti na različite načine radi pokazivanja različitih "prikaza" ili "otvaranja".
Poliptihe su najčešće koristili renesansni slikari, a većina poliptiha bilo je napravljeno kao retable (oltarna djela) u crkvama i katedralama. Forma je bila prilično popularna među ukiyo-e tiskarima u japanskom razdoblju Edo.
Primjeri poliptiha uključuju:
- Gentski oltar vjerojatno je najslavniji poliptih
- Isenheimski oltar, sada u Colmaru, izradio Matthias Grünewald
- Poliptih Misericordia (1445. – 1462.) izradio Piero della Francesca
- Poliptih Posljednjeg Suda (o. 1450.) izradio Rogier van der Weyden
- Poliptih svetog Augustina (1470.) izradio Perugino
- Demidoffski oltar (1476.), izradio Carlo Crivelli, prikazuje slikarev preferirani stil retabli (oltarnih djela)
- Poliptih svetog Dominika (1506. – 08.) izradio Lorenzo Lotto

U stripovima poliptih je naziv za sličicu ili čak čitavu stranicu stripa u kojoj pozadina oblikuje kontinuiranu sliku iako ona može biti podijeljena u zasebne ploče; dobar primjer je strip The Perishers koji često koristi poliptihe podijeljene u tri ploče.